# كارلوس لوبيز (ملحن)
كارلوس لوبيز (بالإسبانية: Carlos López Buchardo)‏ (و. 1881 – 1948 م) هو ملحن، وعازف بيانو، وموزع (موسيقى)، ومعلم موسيقى، وعالم موسيقى أرجنتيني، ولد في بوينس آيرس، يستخدم آلات بيانو، توفي في بوينس آيرس، عن عمر يناهز 67 عاماً.

## روابط خارجية
- كارلوس لوبيز على موقع ميوزك برينز (الإنجليزية)
- كارلوس لوبيز على موقع أول ميوزيك (الإنجليزية)
- كارلوس لوبيز على موقع ديسكوغز (الإنجليزية)